# Vipperød (stacja kolejowa)
Vipperød (duński: Vipperød Station) – stacja kolejowa w miejscowości Vipperød, w regionie Zelandia, w Danii. Znajduje się na Nordvestbanen prowadzącej z Roskilde. 
Jest obsługiwana i zarządzana przez Danske Statsbaner.

## Linie kolejowe
- Nordvestbanen